# Colonia Eréndira
Colonia Eréndira es una localidad del estado mexicano de Michoacán. Es parte del municipio de Zacapu. Fue fundada el 18 de marzo de 1957.

## Toponimia
El nombre «Eréndira» rinde homenaje a la princesa Eréndira, figura legendaria del Imperio purépecha.

## Demografía
| Gráfica de evolución demográfica |
|                                  |

| Censo | Población |
| ----- | --------- |
| 1960  | 777       |
| 1970  | 934       |
| 1980  | 1123      |
| 1990  | 1011      |
| 2000  | 943       |
| 2010  | 915       |
| 2020  | 1054      |